# Felice Spadaccini
Felice Spadaccini (Gissi, 14 gennaio 1921 – Chieti, 9 dicembre 2005) è stato un politico italiano.

## Biografia
Nato nel 1921, esponente della Democrazia Cristiana e consigliere regionale, fu presidente dell'Abruzzo per due mandati, da ottobre 1975 a marzo 1977 e poi da maggio 1983 a ottobre 1985.
Morì il 9 dicembre 2005 presso la clinica Villa Pini di Chieti all'età di 84 anni.